# يوكاي واتش
ساعة يو كاي واتش (بالإنجليزية: Yo-kai Watch)‏ (باليابانية: 妖怪ウォッチ) هي سلسلة مسلسلات أنمي وألعاب فيديو يابانية، من تطوير وتوزيع شركة ليفل-5 اليابانية، وألتي بدأت في إنتاجها في 11 يوليو 2013 في اليابان وفي 6 نوفمبر 2015 في أمريكا الشمالية، وقد تم طرح سلسلتين مانغا في سنة 2012، وفي 8 يناير 2014 تم البدأ في عرض المسلسل، كما تم عرض عدة أفلام له.

## روابط خارجية
- يوكاي واتش على موقع كينوبويسك (الروسية)
- يوكاي واتش على موقع ميوزك برينز (الإنجليزية)
- يوكاي واتش على موقع قاعدة بيانات الفيلم (الإنجليزية)
- يوكاي واتش على موقع ANN manga (الإنجليزية)